# Montcabrier, Tarn
Montcabrier là một xã trong tỉnh Tarn thuộc vùng Occitanie ở miền nam nước Pháp. Xã này nằm ở khu vực có độ cao trung bình 285 mét trên mực nước biển.

Montcabrier

- MontcabrierMontcabrier